# John Chambers (Maskenbildner)
John Chambers (* 12. September 1923 in Chicago, Illinois; † 25. August 2001 in Woodland Hills, Kalifornien) war ein US-amerikanischer Maskenbildner.

## Leben
Im Zweiten Weltkrieg diente er als Zahntechniker in der US Army. Dort musste er, ohne die üblicherweise nötige medizinische Ausbildung, verwundete Soldaten versorgen und abgetrennte Gliedmaßen (beispielsweise Ohren und Nasen) durch Prothesen ersetzen.
Auf Grund dieser Fähigkeiten bekam er 1953 beim NBC seinen ersten Job als Maskenbildner. Die erste Erwähnung in den Credits eines Spielfilms bekam Chambers allerdings erst drei Jahre später, 1956, in Michael Andersons In 80 Tagen um die Welt.
In den darauf folgenden dreißig Jahren war Chambers für viele erfolgreiche Spielfilme und Fernsehserien verantwortlich. So kreierte er die Maske des Vulkaniers Spock bei Raumschiff Enterprise und das gorillaartige Aussehen der Titelhelden in Planet der Affen. Im zweiten Teil der Saga, Rückkehr zum Planet der Affen, schuf er die durch einen Atomkrieg entstellten Gesichter der Mutanten.
1979/1980 war Chambers an der CIA-Befreiungsaktion Canadian Caper beteiligt, die in Ben Afflecks Film Argo thematisiert wird. Hier wurde Chambers von John Goodman dargestellt. Für sein Engagement bei der Rettungsaktion wurde er mit der „Intelligence Medal of Merit“ der CIA ausgezeichnet. 
Zu Chambers’ Schülern gehörten Michael Westmore und Maurice Stein, ebenfalls Science-Fiction-Maskenbildner.
John Chambers starb 2001 an Komplikationen seiner Diabetes.

## Filmografie (Auswahl)
- 1956: In 80 Tagen um die Welt (Around the World in Eighty Days)
- 1963: Die Totenliste (The List of Adrian Messenger)
- 1966: Kobra, übernehmen Sie (Mission: Impossible, Fernsehserie, eine Folge)
- 1966: Raumschiff Enterprise (Star Trek, Fernsehserie)
- 1968: Planet der Affen (Planet of the Apes)
- 1970: Rückkehr zum Planet der Affen (Beneath the Planet of the Apes)
- 1972: Schlachthof 5 (Slaughterhouse-Five)
- 1974: Das Phantom im Paradies (Phantom of the Paradise)
- 1977: Die Insel des Dr. Moreau (The Island of Dr. Moreau)
- 1981: Halloween II – Das Grauen kehrt zurück (Halloween II)
- 1982: Blade Runner

## Auszeichnungen
Chambers wurde viermal für den Emmy und einmal für den Saturn Award nominiert.
1969 erhielt er seine bedeutendste Auszeichnung, den Ehrenoscar für die beste Maske in „Planet der Affen“. Erst 1981 rief die Academy den Oscar für die „Beste Maske“ als eigene Kategorie ins Leben.
Außerdem wurde John Chambers mit einem Stern auf dem Hollywood Walk of Fame geehrt.